# Дворниця
Дворниця (хорв. Dvornica) — населений пункт у Хорватії, у Шибеницько-Книнській жупанії у складі громади Рогозниця.

## Населення
Населення за даними перепису 2011 року становило 157 осіб.
Динаміка чисельності населення поселення:

## Клімат
Середня річна температура становить 15,34 °C, середня максимальна – 28,26 °C, а середня мінімальна – 2,84 °C. Середня річна кількість опадів – 696 мм.
| Клімат поселення                              | Клімат поселення | Клімат поселення | Клімат поселення | Клімат поселення | Клімат поселення | Клімат поселення | Клімат поселення | Клімат поселення | Клімат поселення | Клімат поселення | Клімат поселення | Клімат поселення | Клімат поселення |
| Показник                                      | Січ.             | Лют.             | Бер.             | Квіт.            | Трав.            | Черв.            | Лип.             | Серп.            | Вер.             | Жовт.            | Лист.            | Груд.            |                  |
| Середній максимум, °C                         | 11,33            | 11,64            | 14,08            | 17,44            | 22,47            | 26,33            | 28,26            | 28,01            | 23,86            | 19,62            | 14,54            | 11,37            |                  |
| Середня температура, °C                       | 7,08             | 7,38             | 9,84             | 13,20            | 18,23            | 22,09            | 25,04            | 24,78            | 20,64            | 16,39            | 11,32            | 8,14             |                  |
| Середній мінімум, °C                          | 2,84             | 3,14             | 5,60             | 8,95             | 13,98            | 17,85            | 21,82            | 21,56            | 17,40            | 13,16            | 8,09             | 4,91             |                  |
| Норма опадів, мм                              | 64               | 54               | 60               | 60               | 47               | 44               | 24               | 40               | 66               | 74               | 88               | 75               |                  |
| Середньомісячна швидкість вітру, м/с          | 3.24             | 3.38             | 3.48             | 3.28             | 2.88             | 2.62             | 2.67             | 2.53             | 2.83             | 2.98             | 3.62             | 3.52             |                  |
| Середньомісячна сонячна радіація, кДж/м²·день | 5549             | 8264             | 12015            | 16733            | 20725            | 23489            | 25034            | 21817            | 16211            | 10517            | 5953             | 4670             |                  |
| --------------------------------------------- | ---------------- | ---------------- | ---------------- | ---------------- | ---------------- | ---------------- | ---------------- | ---------------- | ---------------- | ---------------- | ---------------- | ---------------- | ---------------- |
| Джерело:                                      |                  |                  |                  |                  |                  |                  |                  |                  |                  |                  |                  |                  |                  |